# Primera División 1933 (Cile)
La Primera División 1933 fu la 1ª edizione della massima serie del campionato cileno di calcio, e fu vinta dal Magallanes.

## Avvenimenti
La Primera División del 1933 fu il primo campionato cileno, nonché il primo torneo professionistico di calcio del Paese. Tutte le formazioni partecipanti provenivano da Santiago, la capitale; la prima partita si giocò il 22 luglio. A fine stagione Magallanes e Colo-Colo si ritrovarono con lo stesso numero di punti, e dovettero pertanto disputare uno spareggio per determinare il vincitore del campionato: l'incontro, giocato il 5 novembre ai Campos de Sports de Ñuñoa, si concluse con il risultato di 2-1 in favore del Magallanes, che divenne così la prima squadra campione del Cile.

## Partecipanti
- Audax Italiano
- Badminton
- Colo-Colo
- Green Cross
- Magallanes
- Morning Star
- Santiago National
- Unión Española

## Classifica finale
|                 | Pos. | Squadra           | Pt | G | V | N | P | GF | GS | DR  |
| --------------- | ---- | ----------------- | -- | - | - | - | - | -- | -- | --- |
| Cile (bandiera) | 1.   | Magallanes        | 12 | 7 | 6 | 0 | 1 | 23 | 8  | +15 |
|                 | 1.   | Colo-Colo         | 12 | 7 | 6 | 0 | 1 | 23 | 9  | +14 |
|                 | 3.   | Badminton         | 9  | 7 | 4 | 1 | 2 | 23 | 12 | +11 |
|                 | 4.   | Unión Española    | 6  | 7 | 2 | 2 | 3 | 10 | 13 | -3  |
|                 | 4.   | Audax Italiano    | 6  | 7 | 3 | 0 | 4 | 14 | 23 | -9  |
|                 | 6.   | Morning Star      | 5  | 7 | 2 | 1 | 4 | 12 | 18 | -6  |
|                 | 7.   | Green Cross       | 3  | 7 | 1 | 1 | 5 | 13 | 21 | -8  |
|                 | 7.   | Santiago National | 3  | 7 | 1 | 1 | 5 | 10 | 24 | -14 |

Legenda:

         Campione del Cile 1933
Due punti a vittoria, uno a pareggio, zero a sconfitta.

## Spareggio per il titolo
| Arbitro: | Fanta |

|                              |           |          |
| Carmona 10’ Lorca 71’ (aut.) | Marcatori | 6’ Bravo |

## Squadra campione
Di seguito sono elencati i giocatori titolari del Magallanes; tra parentesi numero di presenze e numero di gol realizzati.
- P Juan Ibacache (5 presenze)
- D Quintín Vargas (7)
- D Jorge Córdova (7)
- C Maximino Osorio (5)
- C Arturo Carmona (7, 3 gol)
- C Luis Ponce (6)
- A Enrique Lama (4)
- A Juan Pacheco (6, 6)
- A Guillermo Ogaz (6, 4)
- A José Avendaño (7, 6)
- A Guillermo Torres (5, 2)
- Allenatore: Arturo Torres Carrasco